# Chrysolina hyrcana
Chrysolina hyrcana es un coleóptero de la familia Chrysomelidae.
Fue descrita científicamente en 1884 por Weise.